# Sète Agglopôle Méditerranée
Sète Agglopôle Méditerranée, aussi appelée Communauté d’agglomération du bassin de Thau, issue de la fusion entre Thau Agglo et la Communauté de communes du Nord Bassin de Thau, est une communauté d'agglomération française, située dans le département de l'Hérault. En 2022, d'une population de 129 982 habitants sur 310,30 km2, sa densité s'élève à 419 habitants au km2.

## Historique
La communauté d'agglomération Sète Agglopôle Méditerranée, plus connue sous le nom de Thau Agglo a été fondée en 2003. Son premier président a été François Commeinhes, maire de Sète.
De 2008 à 2013, Thau Agglomération a été présidée par le maire de Frontignan Pierre Bouldoire élu par 38 voix sur 39 par le conseil communautaire.
Le 30 avril 2014, à l'issue des élections municipales des 23 et 30 mars, le conseil communautaire a réuni les 42 élus afin de procéder aux élections du président de l'agglomération ainsi que les vice-présidents. Avec 22 voix sur 42, le maire de Sète François Commeinhes a été élu face au maire de Frontignan Pierre Bouldoire qui a recueilli 18 voix. Deux conseillers communautaires se sont abstenus.
Le 1er janvier 2017, Thau Agglo s'élargit et fusionne avec la communauté de communes du Nord du Bassin de Thau conformément au SDCI et la loi NOTRe.
En septembre 2017, la structure change de nom d'usage au profit de Sète Agglopôle Méditerranée.

Ancien logo de Thau Agglo
Logo de Sète Agglopôle Méditerranée

## Territoire communautaire

### Géographie
Elle réunit les communes autour de l'Étang de Thau, dans le département de l'Hérault.

### Composition
La communauté d'agglomération est composée des 14 communes suivantes :

| Nom                | Code Insee | Gentilé        | Superficie (km2) | Population (dernière pop. légale) | Densité (hab./km2) |
| ------------------ | ---------- | -------------- | ---------------- | --------------------------------- | ------------------ |
| Frontignan (siège) | 34108      | Frontignanais  | 31,72            | 23 788 (2022)                     | 750                |
| Balaruc-le-Vieux   | 34024      | Balarucois     | 5,92             | 2 749 (2022)                      | 464                |
| Balaruc-les-Bains  | 34023      | Balarucois     | 8,66             | 7 136 (2022)                      | 824                |
| Bouzigues          | 34039      | Bouzigauds     | 3,05             | 1 613 (2022)                      | 529                |
| Gigean             | 34113      | Gigeannais     | 16,56            | 6 559 (2022)                      | 396                |
| Loupian            | 34143      | Loupianais     | 16               | 2 179 (2022)                      | 136                |
| Marseillan         | 34150      | Marseillanais  | 51,71            | 8 047 (2022)                      | 156                |
| Mèze               | 34157      | Mézois         | 34,59            | 12 711 (2022)                     | 367                |
| Mireval            | 34159      | Mirevalais     | 11,05            | 3 301 (2022)                      | 299                |
| Montbazin          | 34165      | Montbazinois   | 21,13            | 2 903 (2022)                      | 137                |
| Poussan            | 34213      | Poussannais    | 30,08            | 6 540 (2022)                      | 217                |
| Sète               | 34301      | Sétois         | 24,21            | 45 090 (2022)                     | 1 862              |
| Vic-la-Gardiole    | 34333      | Vicois         | 18,49            | 3 413 (2022)                      | 185                |
| Villeveyrac        | 34341      | Villeveyracois | 37,12            | 3 953 (2022)                      | 106                |

### Démographie
| 1968   | 1975   | 1982   | 1990   | 1999    | 2010    | 2015    | 2021    | 2022    |
| ------ | ------ | ------ | ------ | ------- | ------- | ------- | ------- | ------- |
| 71 995 | 74 209 | 81 149 | 91 381 | 100 231 | 119 534 | 124 878 | 128 868 | 129 982 |

## Administration

### Siège
Le siège de la communauté d'agglomération est situé à Frontignan.

### Les élus
Le conseil communautaire de la communauté d'agglomération se compose de 50 conseillers, représentant chacune des communes membres et élus pour une durée de six ans.
Ils sont répartis comme suit :
| Nombre de conseillers | Communes                      |
| --------------------- | ----------------------------- |
| 19                    | Sète                          |
| 9                     | Frontignan                    |
| 5                     | Mèze                          |
| 3                     | Balaruc-les-Bains, Marseillan |
| 2                     | Gigean, Poussan               |
| 1 (+1 suppléant)      | les 7 autres communes         |

Représentation des communes en 2020 au conseil de la métropole :
Sète
Frontignan
Mèze
Balaruc-les-Bains et Marseillan
Gigean et Poussan
Autres communes

#### Tendances politiques des communes depuis le 12 mai 2025
| Commune           | Maire             | Etiquette | Etiquette |
| ----------------- | ----------------- | --------- | --------- |
| Balaruc-les-Bains | Gérard Canovas    |           | DVG       |
| Balaruc-le-Vieux  | Norbert Chaplin   |           | DVD       |
| Bouzigues         | Cédric Raja       |           | SE        |
| Frontignan        | Michel Arrouy     |           | PS        |
| Gigean            | Marcel Stoecklin  |           | DVD       |
| Loupian           | Alain Vidal       |           | PS        |
| Marseillan        | Yves Michel       |           | LR        |
| Mèze              | Thierry Baëza     |           | ECO       |
| Mireval           | Christophe Durand |           | PS        |
| Montbazin         | Josian Ribes      |           | SE        |
| Poussan           | Florence Sanchez  |           | DVG       |
| Sète              | Hervé Marquès     |           | DVD       |
| Vic-la-Gardiole   | Magali Ferrier    |           | SE        |
| Villeveyrac       | Christophe Morgo  |           | DVG       |

### Conseil de communauté
Depuis le 12 janvier 2017, il est composé des 14 maires du territoire et de 36 conseillers communautaires. Le bureau compte le président ainsi que les 14 vice-présidents élus le 13 mai 2025.

#### Présidents de Sète Agglopôle Méditerranée
| Nom | Nom                 | Parti       | Début           | Fin           | Fonctions                          |
| --- | ------------------- | ----------- | --------------- | ------------- | ---------------------------------- |
|     | François Commeinhes | UMP         | Janvier 2003    | avril 2008    | Maire de Sète                      |
|     | Pierre Bouldoire    | PS          | 18 avril 2008   | 30 avril 2014 | Maire de Frontignan                |
|     | François Commeinhes | UMP         | 30 avril 2014   | 2016          | Maire de Sète                      |
|     | François Commeinhes | LR puis DVD | 12 janvier 2017 | 30 avril 2025 | Maire de Sète                      |
|     | Loïc Linarès        | PS          | 13 mai 2025     | En cours      | Conseiller municipal de Frontignan |

L'actuel président de Sète Agglopôle Méditerranée est Loïc Linarès, élu au trosième tour le 13 mai 2025 avec 24 voix sur 50 par le conseil communautaire.

#### Vice-présidents
| VP | Nom | Nom                | Parti | Délégation | Fonction                            |
| -- | --- | ------------------ | ----- | --- | ----------------------------------- |
| 1  |     | Thierry Baëza      | GÉ    | Aménagement durable du territoire : planification urbaine, schéma de cohérence territoriale ; Prévention des risques majeurs et gestion des déchets ; Activités de pêche et de conchyliculture | Maire de Mèze                       |
| 2  |     | Jean-Guy Majourel  | DVD   | Développement économique, accueil et relations aux entreprises, urbanisme à vocation commerciale et commerce local, thermalisme, innovation et stratégie territoriale, économie circulaire | Conseiller municipal de Sète        |
| 3  |     | Gérard Canovas     | DVG   | Politique du logement et opérations de développement urbain à vocation d’habitat ; gestion des aires d’accueil et terrains familiaux locatifs des gens du voyage | Maire de Balaruc-les-Bains          |
| 4  |     | Marcel Stoecklin   | DVD   | Finances, préparation et suivi des budgets, pacte financier et fiscal, évaluation des politiques publiques | Maire de Gigean                     |
| 5  |     | Florence Sanchez   | DVG   | Technologies innovantes et économie numérique, Intelligence Artificielle, e-administration, protection et valorisation des données ; Manifestations et événementiel, rayonnement et attractivité du territoire ; Relations avec le Conseil de Développement | Maire de Poussan                    |
| 6  |     | Michel Garcia      | DVG   | Activités agricoles et viticoles, agriculture durable, gestion des espaces naturels, agricoles et lagunaires | Conseiller municipal de Villeveyrac |
| 7  |     | Christophe Durand  | PS    | Rayonnement culturel et développement de l’enseignement artistique dans les équipements communautaires, lecture publique et spectacle vivant | Maire de Mireval                    |
| 8  |     | Magali Ferrier     | SE    | Sport, relation avec les clubs et soutien aux pratiques sportives et sport de haut niveau, équipements sportifs communautaires | Maire de Vic-la-Gardiole            |
| 9  |     | Josian Ribes       | SE    | Transition écologique, Plan Climat énergie territorial, énergies renouvelables, qualité de l’air et lutte contre les nuisances sonores ; Economie sociale et solidaire et participation citoyenne ; Cohésion sociale, égalité femmes-hommes et lutte contre les discriminations ; Sensibilisation à l’environnement et préservation de la biodiversité ; Politique de la ville | Maire de Montbazin                  |
| 10 |     | Norbert Chaplin    | DVD   | Politiques de transport public et nouvelles mobilités, aménagement des infrastructures, développement des circulations douces, voiries et stationnements d’intérêt communautaire, accessibilité et handicap | Maire de Balaruc-le-Vieux           |
| 11 |     | Alain Vidal        | PS    | Politiques contractuelles de coopération, relations avec les communes et collectivités, affaires européennes, évolution des compétences | Maire de Loupian                    |
| 12 |     | Cédric Raja        | SE    | Brigade territoriale, valorisation du patrimoine dans les musées et équipements communautaires, diagnostics et fouilles archéologiques préventives, bien-être animal | Maire de Bouzigues                  |
| 13 |     | Laurence Magne     | DVD   | Développement de l’enseignement supérieur, formation, insertion professionnelle, recherche ; Valorisation des ressources | Conseillère municipale de Sète      |
| 14 |     | Frédéric Aloy      | PS    | Grand et petit cycle de l'eau, eaux pluviales urbaines, assainissement des eaux usées, eau potable. Ressources Humaines et suivi du processus de mutualisation | Conseiller municipal de Frontignan  |
| 15 |     | François Escarguel | DVD   | Suivi du schéma de promotion des achats publics socialement et écologiquement responsables, (SPASER) et commande publique | Adjoint au maire de Sète            |
| -  |     | Yves Michel        | LR    | Membre du bureau sans être vice-président (dû au fait que la ville de Marseillan doit y être représentée.) | Maire de Marseillan                 |

### Compétences
- Compétences obligatoires 
  - Développement économique d'intérêt communautaire,
  - Aménagement de l'espace communautaire et transports en commun avec le réseau Sète Agglopôle Mobilité,
  - Équilibre social de l'habitat sur le territoire,
  - Politique de la ville.
  - Eau potable,
  - Soutien aux clubs sportifs de haut niveau
- Compétences optionnelles 
  - Assainissement,
  - Protection et mise en valeur de l'environnement et du cadre de vie,
  - Construction, aménagement, entretien et gestion des équipements culturels et sportifs d'intérêt communautaire.
- Compétences facultatives
  - Réalisation et gestion des aires d'accueil pour les gens du voyage,
  - Élimination des déchets industriels inertes et notamment conchylicoles dans le cadre des conventions passées entre les entreprises et les artisans et transfert par Thau agglo du volet des déchets conchylicoles au Syndicat mixte du bassin de Thau,
  - Protection, entretien et mise en valeur des espaces naturels protégés et remarquables,
  - Mise en place et gestion d'un service de fourrière animale,
  - Mise en place et gestion d'un service de fourrière automobile.

### Régime fiscal et budget
Le régime fiscal de la communauté d'agglomération est la fiscalité professionnelle unique (FPU).
 (mai 2025).
| principal      | 108,13 M € |
| assainissement | 17,30 M €  |
| transports     | 11,72 M €  |
| autres         | 2,49 M €   |
| total          | 140 M €    |

## Projets et réalisations

### Enseignement supérieur et formation
L'Agglopôle a pour projet de rénover et réhabiliter l'ancien collège Victor Hugo de Sète. À partir de septembre 2024, l’IUT, le Campus Connecté, l’Ecole de cinéma Travelling, le CNAM et Montpellier Management, l’École régionale du numérique, le GRETA et d'autres écoles proposeront des formations axées sur le tertiaire.